# Apiocera pulcherrima
Apiocera pulcherrima är en tvåvingeart som beskrevs av Paramonov 1961. Apiocera pulcherrima ingår i släktet Apiocera och familjen Apioceridae. Inga underarter finns listade i Catalogue of Life.